# Präsidentschaftswahl in Finnland 2018
Die Präsidentschaftswahl in Finnland 2018 war die Wahl des Präsidenten der Republik Finnland für die Amtszeit 2018 bis 2024 und fand am 28. Januar 2018 statt. Hätte kein Kandidat im ersten Wahlgang die absolute Mehrheit erreicht, so wären die beiden bestplatzierten Kandidaten am 11. Februar 2018 in einer Stichwahl wieder aufeinandergetroffen. Der amtierende Präsident Sauli Niinistö bewarb sich jedoch erfolgreich um eine zweite und letzte Amtszeit und gewann die Präsidentschaftswahl in Finnland 2018 im ersten Wahlgang. Seine neue Amtszeit begann am 1. Februar 2018.

## Ablauf
Der Präsident der Republik Finnland wird direkt vom Volk für eine Amtszeit von sechs Jahren gewählt. Die Wiederwahl ist einfach möglich. Falls nur ein Kandidat aufgestellt wird, wird er automatisch zum Präsidenten, ohne dass dafür Wahlen stattfinden. Anderenfalls findet der erste Wahlgang stets am vierten Sonntag im Januar des Wahljahres statt. Wenn im ersten Wahlgang der Kandidat mehr als die Hälfte der Stimmen auf sich vereint, dann ist er damit zum Präsidenten gewählt. Falls keiner der angetretenen Kandidaten die erforderliche Mehrheit erreicht, treten die beiden Kandidaten mit dem höchsten Stimmenanteil zwei Wochen später in einer Stichwahl gegeneinander an. Der Sieger aus diesem zweiten Wahlgang ist dann der rechtmäßig gewählte Präsident. Sollte dieser Wahlgang unentschieden ausgehen, wird die Wahl per Losentscheid getroffen. Der finnische Staatsrat (finnisch: Valtioneuvosto, schwedisch: Statsrådet) bestätigt das Wahlergebnis und führt – falls notwendig – die Ziehung des Loses durch.

## Termin
Nach der aktuellen Gesetzgebung werden die Präsidentschaftswahlen in Finnland am vierten Sonntag im Januar des Wahljahres abgehalten. Eine mögliche Stichwahl findet immer zwei Wochen später, ebenfalls an einem Sonntag, statt. Demnach fielen die Präsidentschaftswahl 2018 auf den 28. Januar, die mögliche Stichwahl auf den 11. Februar.
Das finnische Parlament plante ursprünglich alle Wahlen auf nationaler Ebene am dritten Sonntag im April abzuhalten. Die Präsidentschaftswahlen wurden letztendlich jedoch aus dieser Reform ausgeschlossen.
Die Provinzwahlen 2018 sollten im Rahmen der ersten Runde der Präsidentschaftswahlen stattfinden, wurden jedoch durch die Reform verschoben.

## Kandidaten
Kandidaten für die Präsidentschaftswahl konnten von allen registrierten Parteien aufgestellt werden, welche in den vorangegangenen Parlamentswahlen mindestens einen Sitz errungen haben. Ein Kandidat konnte auch durch mindestens 20.000 Bürger nominiert werden.

### Bestätigte Kandidaten
Die den Kandidaten zugeteilten Nummern sind bei der Wahl selbst von Bedeutung. In der Wahlkabine wird in einem Kreis die Nummer des Kandidaten eingetragen. Die Nummerierung beginnt bei 2.
| Nummer | Name, Partei                                                                             | Name, Partei | Name, Partei | Ämter | Details |
| ------ | ---------------------------------------------------------------------------------------- | ------------ | ------------ | --- | --- |
| 2      | Merja Kyllönen Linksbündnis (vas.)                                                       |              |              | Ministerin für Verkehr (2011–2014) Parlamentsabgeordneter für Oulu (2007–2014) MdEP für Finnland (seit 2014) | Kyllönen war von 2011 bis 2014 Ministerin für Verkehr im Kabinett Katainen. Bei der Europawahl 2014 wurde sie ins Europäische Parlament gewählt. |
| 3      | Pekka Haavisto Grüner Bund (VIHR)                                                        |              |              | Minister für Internationale Entwicklung (2013–2014) Minister für Umwelt und Entwicklung (1995–1999) Parteivorsitzender der Grünen (1993–1995) Parlamentsabgeordneter für Helsinki (1987–1995; seit 2007) | Haavisto kandidierte bei den Präsidentschaftswahlen 2012 und erreichte den zweiten Wahlgang, verlor aber gegen Sauli Niinistö von der Nationalen Sammlungspartei. Seit 2007 ist er Abgeordneter im finnischen Parlament. Von 1999 bis 2005 war Haavisto für die Vereinten Nationen tätig. |
| 4      | Matti Vanhanen Zentrumspartei (KESK)                                                     |              |              | Ministerpräsident von Finnland (2003–2010) Minister für Verteidigung (2003) | Der ehemalige Ministerpräsident kandidierte schon 2006 und erhielt 18,6 % der Stimmen. Er verließ die Politik nach seiner Amtszeit als Regierungschef, kehrte aber 2015 zurück, als er als Abgeordneter wiedergewählt wurde. |
| 5      | Laura Huhtasaari Basisfinnen (PS)                                                        |              |              | Parlamentsabgeordnete für Satakunta (seit 2015) | Huhtasaari wurde 2015 mit 9.259 Stimmen in das Parlament gewählt und im Juni 2017 zur stellvertretenden Vorsitzenden der Basisfinnen. Im Parlament ist sie Mitglied des Rechtsausschusses, des Ausschusses für Bildung und Kultur und der finnischen Delegation für den Nordischen Rat. |
| 6      | Tuula Haatainen Sozialdemokratische Partei (SDP)                                         |              |              | Ministerin für Bildung (2003–2005) Ministerin für Soziales und Gesundheit (2005–2007) Parlamentsabgeordnete für Helsinki (1996–2007; seit 2015) | Haatainen war Ministerin für Bildung während der kurzen Amtszeit von Anneli Jäätteenmäki und behielt ihren Posten im darauffolgenden Kabinett von Matti Vanhanen. Danach war sie von 2005 bis 2007 Ministerin für Soziales und Gesundheit. |
| 7      | Paavo Väyrynen                                                                           |              |              | MdEP für Finnland (1995–2007; seit 2014) Minister für Außenhandel und Entwicklung (2007–2011) Minister für Äußeres (1977–1982; 1983–1987; 1991–1993)mehr - Stellvertretender Ministerpräsident von Finnland von 1983 bis 1987 - Minister für Arbeit von 1976 bis 1977 - Minister für Bildung von 1975 bis 1976 - Parlamentsabgeordneter für Lappland von 2007 bis 2011 - Parlamentsabgeordneter für Uusimaa von 1991 bis 1995 - Parlamentsabgeordneter für Lappland von 1970 bis 1991 | Väyrynen kandidierte bei den Präsidentschaftswahlen 1988, 1994 und 2012 als Kandidat der Zentrumspartei. 2016 trat er aus der Zentrumspartei aus und gründete seine eigene Partei, die Bürgerpartei. |
| 8      | Sauli Niinistö (unterstützt von der Nationalen Sammlungspartei und den Christdemokraten) |              |              | Präsident der Republik Finnland (seit 2012) Präsident des Eduskunta (2007–2011) Minister für Finanzen (1996–2003) Minister für Justiz (1995–1996)mehr - Vorsitzender der Europäischen Demokratischen Union von 1998 bis 2002 - Stellvertretender Ministerpräsident von Finnland von 1995 bis 2001 - Vorsitzender der Nationale Sammlungspartei (Finnland) von 1994 bis 2001 - Vorsitzender des Stadtrates von Salo von 1989 bis 1992 - Parlamentsabgeordneter für Turku von 1987 bis 1999 - Parlamentsabgeordneter für Helsinki von 1999 bis 2003 - Parlamentsabgeordneter für Uusimaa von 2007 bis 2011 - Abgeordneter im Stadtrat von Salo von 1977 bis 1992 - Mitglied der Stadtverwaltung von Salo 1977 bis 1988 | Der amtierende Präsident von Finnland trat bei der Wahl 2012 als Kandidat für die Nationale Sammlungspartei an, nachdem er 2006 knapp verloren hatte. Für 2018 beschloss er, als Parteiloser zu kandidieren. Er sammelte 156.000 Unterschriften und seine Kandidatur wurde am 25. September 2017 bestätigt. |
| 9      | Nils Torvalds Schwedische Volkspartei (SFP/RKP)                                          |              |              | MdEP für Finnland (seit 2012) | Torvalds war Mitglied der Kommunistischen Partei Finnlands und arbeitete von 1982 bis 2004 in der schwedischsprachigen Abteilung des finnischen Rundfunks Yle. 2006 trat er der schwedischen Volkspartei bei und wurde 2007 zum dritten stellvertretenden Vorsitzenden gewählt. Er kandidierte 2009 für das Europäische Parlament und wurde nicht gewählt, wurde aber 2012 Abgeordneter, nachdem Carl Haglund zurückgetreten war. |

### Sauli Niinistö

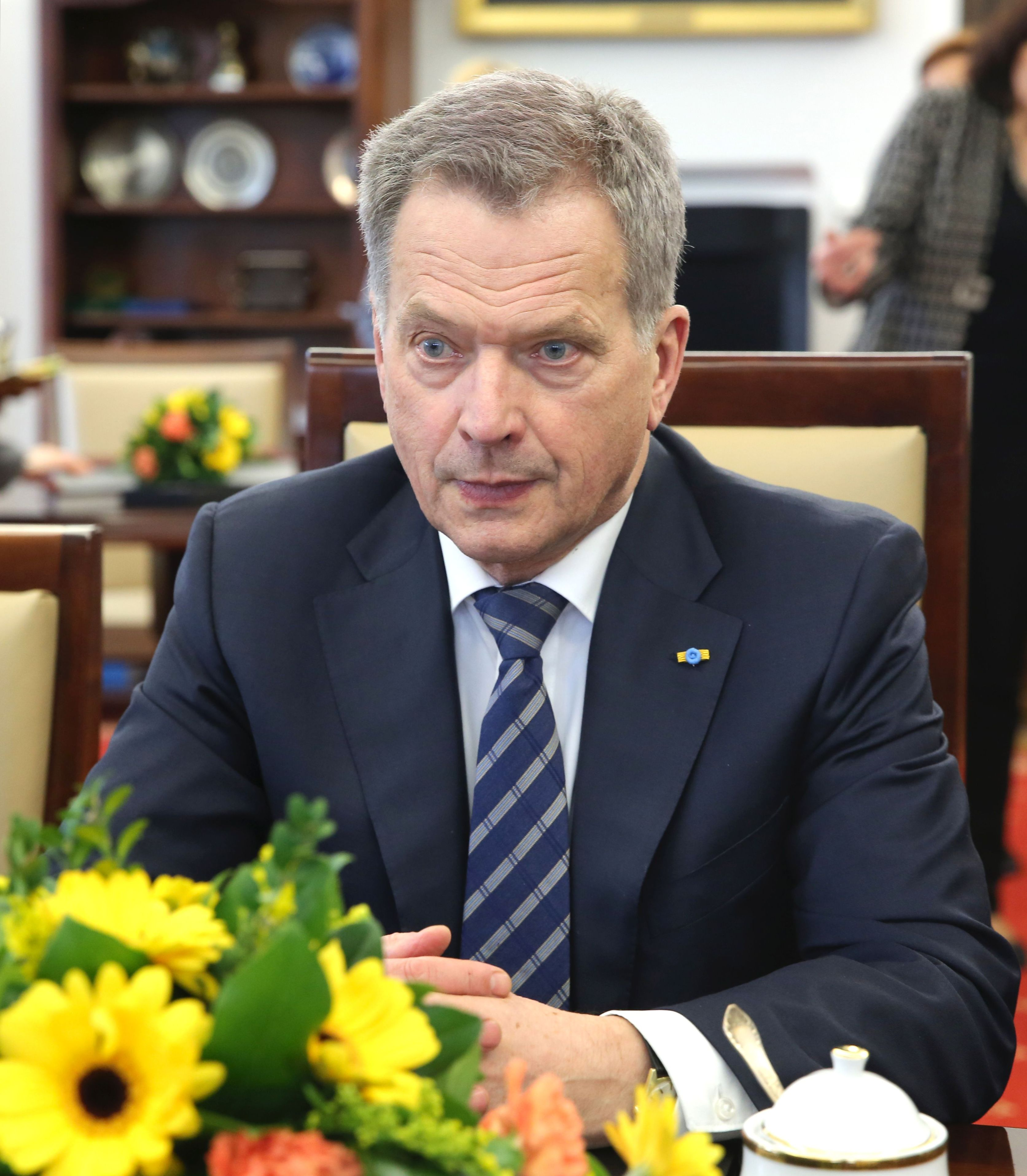
Der amtierende Präsident Sauli Niinistö.

Der amtierende Präsident Sauli Niinistö trat bei der Präsidentschaftswahl 2012 als Kandidat für die Sammlungspartei an. Am 29. Mai 2017 verkündete Niinistö seine Kandidatur für eine zweite Amtszeit, diesmal aber als parteiloser Kandidat. Um offiziell Präsidentschaftskandidat werden zu können, benötigte er mindestens 20.000 Unterschriften seiner Unterstützer. Niinistö sammelte insgesamt 156.000 Unterschriften und seine Kandidatur wurde am 25. September 2017 bestätigt.

#### Nationale Sammlungspartei
Kurz nach der Bekanntgabe des Präsidenten verkündete der Parteivorsitzende der Sammlungspartei, Petteri Orpo, dass man Niinistö bei seiner Kandidatur unterstützen werde. Zuvor galten auch der ehemalige Finanzminister Alexander Stubb und der ehemalige Außenminister Ilkka Kanerva als mögliche Kandidaten.

#### Christdemokraten
Die Christdemokraten gaben am 19. August 2017 bekannt, dass sie den Amtsinhaber Niinistö unterstützen werden. Zuvor wurde spekuliert, ob sich die Parteivorsitzende Sari Essayah nochmals um das Amt des Präsidenten der Republik Finnland bewerben will.

### Zentrum Finnlands

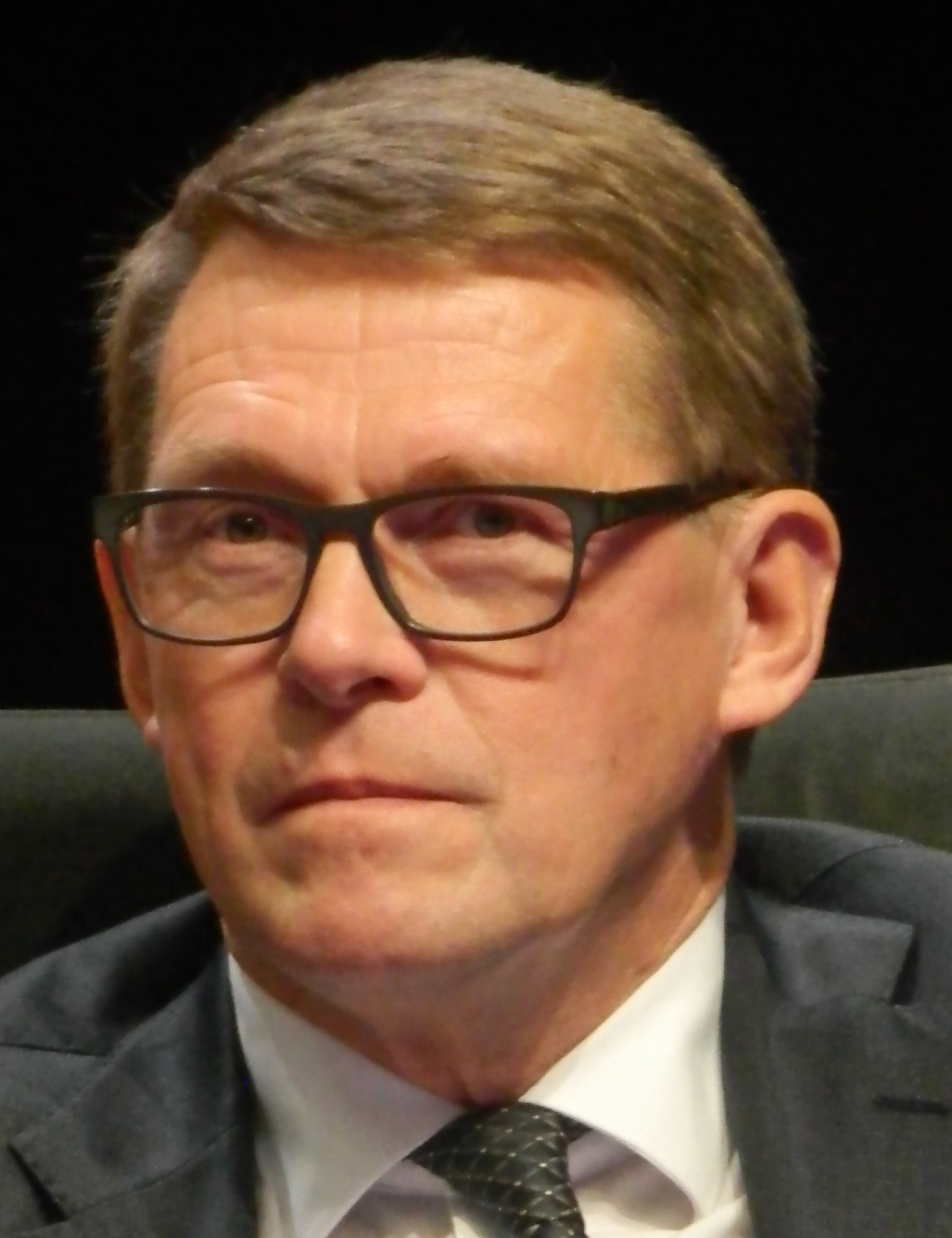
Der ehemalige Ministerpräsident Matti Vanhanen ist Kandidat der Zentrumspartei.

Die Zentrumspartei erklärte bereits am 30. Juni 2015, dass man bis Juni 2016 einen Kandidaten gefunden haben will. Kurz danach verkündete der ehemalige Ministerpräsident und Kandidat der Präsidentschaftswahl 2006, Matti Vanhanen, seine Kandidatur. Am 11. Mai 2016 wurde er offiziell von der Partei bestätigt.
Als weitere mögliche Kandidaten galten der amtierende Ministerpräsident Juha Sipilä, die ehemaligen Ministerpräsidenten Esko Aho und Anneli Jäätteenmäki, sowie der ehemalige Wirtschaftsminister Olli Rehn.

### Basisfinnen
Die Basisfinnen legten ihren Kandidaten im Sommer 2017 fest. Der Parteivorsitzende und Außenminister Finnlands, Timo Soini, gab schon im November 2014 bekannt, dass er nach seinen gescheiterten Kandidaturen 2006 und 2012 nicht nochmal antreten werde.
Im März 2017 verkündete Soini außerdem, dass er bei der Wahl zum Parteivorsitzenden nicht mehr zur Verfügung stehe. Kurz darauf erklärte der Europaparlaments-Abgeordnete Sampo Terho seine Kandidatur für den Parteivorsitz. Wäre er gewählt worden, hätte er auch eine Präsidentschaftskandidatur angestrebt. Auch Jussi Halla-aho, ebenfalls Abgeordneter im Europäischen Parlament, verkündete seine Interesse am Parteivorsitz und gewann die Wahl, welche in der Regierungskrise in Finnland 2017 endete. Um die Krise der Regierung zu lösen, verkündete die Partei einige Tage nach der Wahl, dass zwanzig Parlamentarier, darunter alle Kabinettsmitglieder, eine Fraktion namens Neue Alternative (finnisch: Uusi vaihtoehto) gegründet haben. Nach dieser Abspaltung haben die meisten potentiellen Kandidaten die Partei verlassen. Danach dachten die Vizevorsitzende Laura Huhtasaari und der Abgeordnete Tom Packalén über eine Kandidatur für die Basisfinnen nach.
Am 4. August 2017 nominierte der Parteivorsitzende Halla-aho Laura Huhtasaari für die Kandidatur. Am 23. September wurde Huhtasaari offiziell vom Parteivorstand als Kandidatin aufgestellt.

### Blaue Zukunft
Am 19. Juni 2017 gab Sampo Terho bekannt, dass man auf Basis der Neuen Alternative eine neue Partei, die Blaue Zukunft, gründen werde. Die Vizevorsitzende der neuen Partei, Tiina Elovaara, gab an, dass man sich vorstellen könne, einen eigenen Präsidentschaftskandidaten zur Wahl zu stellen. Da die Partei jedoch nach den vorangegangenen Parlamentswahlen gebildet wurde und somit keine gewählten Abgeordneten hat, wäre es erforderlich gewesen, genügend Unterschriften zu sammeln, um einen eigenen Kandidaten zu stellen. So entschied die Partei schließlich, keinen eigenen Kandidaten zu stellen, wird aber auch keinen anderen Kandidaten formell unterstützen.

### Grüner Bund

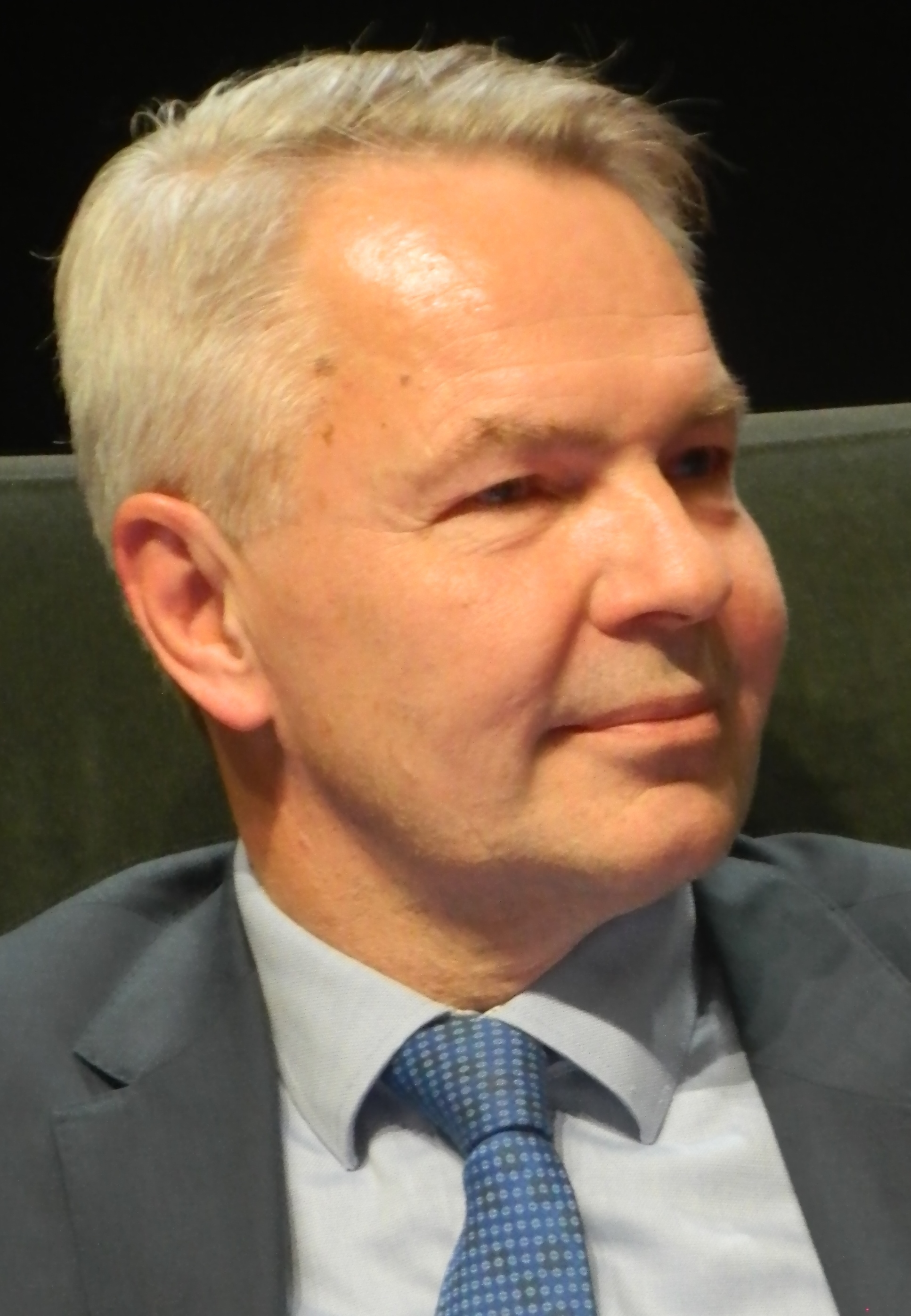
Der ehemalige Präsidentschaftskandidat Pekka Haavisto bewirbt sich zum zweiten Mal um das Amt des Präsidenten.

Im Februar 2017 gab Pekka Haavisto bekannt, dass er sich, nach seiner Kandidatur 2012, nochmals um das Amt des Präsidenten bewerben möchte. Am 12. Februar bestätigte der Grüne Bund Haavistos Kandidatur für die Partei. Zuvor hatte der Parteivorsitzende Ville Niinistö, Neffe von Präsident Sauli Niinistö, eine Kandidatur abgelehnt.

### Linksbündnis
Am 18. März 2017 wählte das Linksbündnis die Europa-Abgeordnete Merja Kyllönen zur Präsidentschaftskandidatin. Auch der ehemalige Parteivorsitzende Paavo Arhinmäki zeigte Interesse an einer Präsidentschaftskandidatur, trat dann aber bei der Wahl zum Bürgermeister von Helsinki als Kandidat an.

### Sozialdemokratische Partei
Die Sozialdemokraten haben, nach einer Mitgliederbefragung, ihren Kandidaten am 2. September 2017 präsentiert. Zur Wahl standen hier die Parlamentsabgeordneten Maarit Feldt-Ranta, Tuula Haatainen und Sirpa Paatero. Die Mitgliederbefragung gewann Tuula Haatainen mit 48,6 % der Stimmen.

### Schwedische Volkspartei
Im Juni 2017 veranstaltete die Schwedische Volkspartei einen Parteitag, auf dem der Europa-Abgeordnete Nils Torvalds zum Kandidaten gekürt wurde. Im Frühjahr 2016 dachte auch der damalige Parteivorsitzende Carl Haglund über eine Kandidatur nach, erklärte aber noch im selben Jahr seinen Rückzug aus der Politik.

### Piratenpartei
Der Vizepräsident der Piratenpartei, Petrus Pennanen, verkündete seine Kandidatur am 1. Oktober 2017 über den Kurznachrichtendienst Twitter. Die Partei sicherte Pennanen am 11. November 2017 auf ihrem Parteitag Hilfe bei der Sammlung der 20.000 Unterschriften zu.

### Paavo Väyrynen
Der ehemalige Zentrums-Politiker Paavo Väyrynen gab bekannt, dass er als parteiloser Kandidat bei der Präsidentschaftswahl antreten möchte. Väyrynen hatte bis zum 26. November 2017 rund 15.000 Unterschriften gesammelt. Am 5. Dezember 2017 gab er bekannt, dass er die erforderlichen 20.000 Unterschriften gesammelt habe. Es ist bereits seine vierte Präsidentschaftskandidatur.

### Ilja Janitskin
Der Chefredakteur des Magazins MV, Ilja Janitskin, kündigte an, bei der Präsidentschaftswahl als Kandidat anzutreten. Ende November 2017 zog Janitskin jedoch seine Kandidatur zurück und sicherte Laura Huhtasaari seine Unterstützung zu. Die Vereinigung Finnland Zuerst (Suomi Ensin -Yhdistys) wollte Janitskin unterstützen. Tiina Keskimäki schätzte im August 2017, dass „es keinen Zweifel gibt, dass Janitskin noch die 20.000 Unterschriften sammeln wird.“

### Jussi Ahde
Der Herausgeber des Magazins Absolute, Jussi Ahde, kündigte ebenfalls eine Präsidentschaftskandidatur an. Ahde engagiert sich zudem für die SDP kommunalpolitisch.

## Wahlkampf

### Kampagnen

#### Niinistö
Präsident Sauli Niinistö hält eine NATO-Mitgliedschaft aktuell für zu unwichtig für Finnland. Ein Referendum über den Beitritt befürwortet er. Niinistö sagte, dass er sich um die Einheit des finnischen Volkes sorge und glaube, dass beispielsweise der harte Umgangston in den sozialen Medien eine Bedrohung für die soziale Gerechtigkeit in Finnland sein könnte.
Niinistös Sonderberater, Pete Pokkinen, wurde zum Manager der Kampagne ernannt.

#### Haatainen
SDP-Präsidentschaftskandidatin Tuula Haatainen hatte angekündigt, eine ähnliche Außenpolitik wie Tarja Halonen verfolgen zu wollen. Haatainen erklärte, dass sie sich auf nachhaltige Entwicklung, Umweltfragen, globale Ungleichheit und Armutsbekämpfung konzentrieren werde. Laut Haatainen ist Finnlands größte Bedrohung die schwache Position junger Männer auf dem Arbeitsmarkt.
Wahlkampfmanagerin war Jenny Suominen.

#### Haavisto
Grünen-Kandidat Pekka Haavisto hat angekündigt, dass Finnland Frieden und Stabilität in der Welt fördern sollte. Haavisto sagte, er stehe entschieden gegen die Schaffung von Feindbildern und Diskriminierung jeglicher Art. Haavisto lehnt die NATO-Mitgliedschaft und ein Referendum über den Beitritt ab.
Haavisto startete seine Kampagne, indem er im Frühling und im Sommer 2017 verschiedenen Veranstaltungen besuchte. Sein Kampagnenmanager war Riikka Kämppi.

#### Huhtasaari
Laura Huhtasaari, die Präsidentschaftskandidatin der Basisfinnen, unterstützt den Austritt Finnlands aus der Europäischen Union, dem Euro und dem Schengen-Raum. Sie unterstützt zudem eine strengere Einwanderungspolitik. Das Pariser Klimaabkommen betrachtet sie als „katastrophal für Finnland“. Huhtasaari wäre bereit, dem Präsidenten wieder mehr Macht zu verleihen und die Verfassungsänderung von 1999 rückgängig zu machen.

#### Kyllönen
Merja Kyllönen, die Präsidentschaftskandidatin des Linksbündnis, kritisiert die Schattenwirtschaft und betont die Bedeutung des Wohlfahrtsstaates. Einen NATO-Beitritt lehnt sie ab.
Ihre Kampagne begann im November 2017. Kyllönens Wahlkampfmanager war Joonas Leppänen.

#### Torvalds
Der Kandidat der schwedischen Volkspartei, Nils Torvalds, hat seine Kampagne als Teil einer Bemühung um eine liberalere Sprach- und Kulturpolitik in Finnland definiert. Er unterstützt eine NATO-Mitgliedschaft.
Torvalds Sonderberaterin Elisabet Rantschukoff verließ am 15. August 2017 das Europaparlament für seine Kampagne und wurde Wahlkampfmanagerin.

#### Vanhanen
Der Präsidentschaftskandidat der Zentrumspartei, Matti Vanhanen, kündigte an, dass er sich gegen die NATO-Mitgliedschaft Finnlands und gegen die Paasikivi-Kekkonen-Linie stellen werde. Er sprach sich für eine engere Kooperation zwischen Finnland und Schweden, auch außerhalb der militärischen Bündnisse. Vanhanen will auch, dass Finnland mehr außenpolitische Bedeutung zukommt. Vanhanen ist besorgt über eine Spaltung in der finnischen Gesellschaft. In seinem Wahlbulletin betont er die Bedeutung von Arbeit und Unternehmertum in Finnland.
Seine Kampagne begann im Herbst 2017.

### Finanzierung
Die Parteien werden ungefähr ähnlich viel in ihre Kampagnen investieren, wie bei den letzten Präsidentschaftswahlen im Jahr 2012.
| Kandidat         | Partei                     | Budget                   |
| ---------------- | -------------------------- | ------------------------ |
| Sauli Niinistö   | parteilos                  | 1 bis 1,5 Millionen Euro |
| Tuula Haatainen  | Sozialdemokratische Partei | 550 Tausend Euro         |
| Pekka Haavisto   | Grüner Bund                | 500 Tausend Euro         |
| Matti Vanhanen   | Zentrum                    | 500 Tausend Euro         |
| Nils Torvalds    | Schwedische Volkspartei    | 400 Tausend Euro         |
| Merja Kyllönen   | Linksbündnis               | 250 Tausend Euro         |
| Laura Huhtasaari | Basisfinnen                | 200 Tausend Euro         |
| Paavo Väyrynen   | parteilos                  | k. A.                    |

### Wahlkampfthemen

#### Menschenrechte
Im Fernsehduell vom 25. Januar 2018 wurden unter anderem die Menschenrechte in China diskutiert sowie die Todesstrafe und die Panda-Diplomatie Chinas. Der bekannte Menschenrechtsaktivist Liu Xiaobo starb im Jahr 2017 an folgen seines Leberkrebses. Zuvor hatte ihm die chinesische Regierung medizinische Versorgung und Hilfe verweigert. Laut Experten hätte Liu nach Europa oder in die Vereinigten Staaten gebracht werden können. Aus Respekt vor dem Leben und Wirken von Liu Xiaobo, wurden den Kandidaten keine Fragen über Liu gestellt und auch nicht über das Verhalten des finnischen Staates in dieser Angelegenheit. Zum Zeitpunkt des Todes von Liu war der Kandidat Sauli Niinistö bereits Präsident.

### Debatten
Die erste Debatte fand am 30. Oktober 2017 in der Finlandia-Halle in Helsinki statt. Sie wurde vom Finnischen Wirtschafts- und Politikforum organisiert und alle bisher bestätigten Kandidaten, außer Merja Kyllönen, die auf einer Geschäftsreise war, nahmen an der Diskussion teil. Gegenstand der Debatte war die Sicherheitspolitik. Die Kandidaten wurden unter anderem gefragt, ob sie bereit wären ein Referendum über den Beitritt Finnlands in die NATO abzuhalten. Torvalds war der einzige Kandidat, der dem Parlament diese Frage überlassen will. Niinistö, Huhtasaari und Haatainen würden ein Referendum befürworten. Haavisto sagte, er werde die NATO-Mitgliedschaft „den Politikern“ überlassen, weil er sich über Einfluss aus dem Ausland auf das Referendum Sorgen mache.
Die zweite Debatte wurde am 13. November 2017 an der Universität von Helsinki ausgetragen. Vanhanen konnte aufgrund eines Krankenhausaufenthaltes wegen einer Herzrhythmusstörung nicht an der Debatte teilnehmen. Themen waren die Außen- und Sicherheitspolitik und die Rolle des Präsidenten in der finnischen Gesellschaft. Timo Haapala, der Moderator, stellte Fragen zu den Vorrechten des Präsidenten, zur gemeinsamen Verteidigungspolitik der Europäischen Union, zum Bürgerkrieg in Finnland und zu sozialen Medien.
Die dritte Debatte fand am 27. November ebenfalls an der Universität Helsinki statt. Alle damals bestätigten Kandidaten nahmen an der Diskussion teil. In der Debatte hielt jeder Kandidat eine Rede von zwei Minuten ab, nach der sie Fragen anderer Kandidaten beantworteten. In der Diskussion wurde unter anderem über die NATO, die EU, die Unterstützung und Aufnahme Finnlands bei möglichen militärischen Krisen und multinationale Militärübungen diskutiert. Während der Debatte bezeichnete Pekka Haavisto die NATO als „Käfig“ und sprach sich gegen einen Beitritt aus. Darüber hinaus wiederholte er seine Besorgnis über die Einflussnahme aus dem Ausland auf ein mögliches NATO-Referendum. Laura Huhtasaari sprach sich in der Diskussion für die Nationalstaaten und gegen die EU aus, da diese den Nationalstaaten nur Schaden zufüge. Tuula Haatainen dagegen sprach sich für mehr Kooperation mit der EU aus. Die letzte Frage beinhaltete die Beteiligung an multinationalen Militärübungen. Alle Kandidaten, mit Ausnahme von Merja Kyllönen, reagierten positiv auf diese Frage.
Da Väyrynen erst Anfang Dezember 2017 offizieller Kandidat wurde, war er nicht zu den ersten drei Debatten eingeladen. Die erste Debatte, bei der alle Kandidaten anwesend waren, fand am 13. Dezember 2017 statt. Sie war zugleich auch die erste Debatte, die im Fernsehen übertragen wurde. Am Anfang der Debatte wurde die Diskussion über den NATO-Beitritt wieder aufgenommen, die Niinistö eine „Kriegsgesprächsdebatte“ nannte. Torvalds widersprach dem und bekannte sich zum NATO-Beitritt, da er auch in Russland derzeit eine große Gefahr sehe. Des Weiteren wurden Waffenexporte des Nahen Ostens, die Verteidigungspolitik, die Aufnahme von Asylsuchenden und die #MeToo-Kampagne diskutiert.
| Debatten zur Präsidentschaftswahl in Finnland 2018 |                                                |                                   |                                         |                                         |                                         |                                         |                                         |                                         |                                         |                                         |         |
| Datum                                              | Organisatoren                                  | Moderatoren                       | T = Teilgenommen N = Nicht teilgenommen | T = Teilgenommen N = Nicht teilgenommen | T = Teilgenommen N = Nicht teilgenommen | T = Teilgenommen N = Nicht teilgenommen | T = Teilgenommen N = Nicht teilgenommen | T = Teilgenommen N = Nicht teilgenommen | T = Teilgenommen N = Nicht teilgenommen | T = Teilgenommen N = Nicht teilgenommen | Quellen |
| Datum                                              | Organisatoren                                  | Moderatoren                       | Haatainen                               | Haavisto                                | Huhtasaari                              | Kyllönen                                | Niinistö                                | Torvalds                                | Vanhanen                                | Väyrynen                                | Quellen |
| Datum                                              | Organisatoren                                  | Moderatoren                       |                                         |                                         |                                         |                                         |                                         |                                         |                                         |                                         | Quellen |
| 30. Oktober 2017 17:30 Uhr                         | EVA ISTV                                       | Matti Apunen                      | T                                       | T                                       | T                                       | N                                       | T                                       | T                                       | T                                       | N                                       | [ 71 ]  |
| 13. November 2017 17:00 Uhr                        | ISTV Paasikivi Society UKK Society UNA Finland | Timo Haapala                      | T                                       | T                                       | T                                       | T                                       | T                                       | T                                       | N                                       | N                                       | [ 72 ]  |
| 27. November 2017 18:00 Uhr                        | Maanpuolustuskurssiyhdistys                    | Pauli Aalto-Setälä                | T                                       | T                                       | T                                       | T                                       | T                                       | T                                       | T                                       | N                                       | [ 73 ]  |
| 13. Dezember 2017 20:00 Uhr                        | MTV3                                           | Jaakko Loikkanen Juha Kaija       | T                                       | T                                       | T                                       | T                                       | T                                       | T                                       | T                                       | T                                       | [ 74 ]  |
| 14. Dezember 2017 21:05 Uhr                        | Yle                                            | Jan Andersson Seija Vaaherkumpu   | T                                       | T                                       | T                                       | T                                       | T                                       | T                                       | T                                       | T                                       | [ 75 ]  |
| 10. Januar 2018 11:30 Uhr                          | Kaleva Yle                                     | Hanne Kinnunen Petri Laukka       | T                                       | T                                       | T                                       | T                                       | T                                       | T                                       | T                                       | T                                       | [ 76 ]  |
| 12. Januar 2018 18:00 Uhr                          | Aamulehti                                      | Sinikka Tuomi Jussi Tuulensuu     | T                                       | T                                       | T                                       | T                                       | T                                       | T                                       | T                                       | T                                       | [ 77 ]  |
| 21. Januar 2018 20:00 Uhr                          | MTV3                                           | Merja Ylä-Anttila Jussi Kärki     | T                                       | T                                       | T                                       | T                                       | T                                       | T                                       | T                                       | T                                       | [ 78 ]  |
| 22. Januar 2018 18:00 Uhr                          | Iltalehti                                      | Susanne Päivärinta Juha Ristamäki | T                                       | T                                       | T                                       | T                                       | T                                       | T                                       | T                                       | T                                       | [ 79 ]  |
| 22. Januar 2018 20:00 Uhr                          | Svenska Yle                                    | Ingemo Lindroos Ville Hupa        | T                                       | T                                       | T                                       | T                                       | T                                       | T                                       | T                                       | T                                       | [ 80 ]  |
| 23. Januar 2018 16:00 Uhr                          | Helsingin Sanomat Ilta-Sanomat                 | Marko Junkkari Timo Haapala       | T                                       | T                                       | T                                       | T                                       | T                                       | T                                       | T                                       | T                                       | [ 81 ]  |
| 25. Januar 2018 21:05 Uhr                          | Yle                                            | Jan Andersson Seija Vaaherkumpu   | T                                       | T                                       | T                                       | T                                       | T                                       | T                                       | T                                       | T                                       | [ 82 ]  |

### Angst vor russischer Einflussnahme
Im Oktober 2017 veröffentlichte der Sicherheitsausschuss des finnischen Verteidigungsministeriums eine Bewertung der Möglichkeiten der Beteiligung Russlands an den Präsidentschaftswahlen. Die Bewertung befasste sich mit neun möglichen Szenarien, von der Verbreitung falscher Informationen über soziale Medien bis hin zu einem politischen Attentat. Der Sicherheitsausschuss schlug auch zehn mögliche Ziele für die russische Beteiligung vor, darunter auch die Behinderung der Diskussion über die NATO.
Der langjährige Außenminister Erkki Tuomioja kritisierte die Einschätzung heftig und nannte sie „reine Fantasie, die auch von Ilkka Remes stammen könnte“.

## Umfragen und Prognosen

### Meinungsumfragen
Ilta-Sanomat führte im Dezember 2015 eine Umfrage durch, nach der 65 % der Befragten für den amtierenden Präsidenten Sauli Niinistö stimmen würden, wenn dieser bei der Wahl 2018 noch einmal antreten würde. Die zweitgrößte Unterstützung fand der Grüne Pekka Haavisto, für den 15 % bei einer erneuten Kandidatur stimmen würden. Außerdem ergab die Umfrage, dass Haavisto, bei keiner erneuten Kandidatur Niinistös, 32 % der Stimmen bekommen würde. Die Zentrums-Politiker Juha Sipilä und Alexander Stubb kamen auf jeweils 21 % und 9 % der Stimmen. Für den damaligen Vorsitzenden der Basisfinnen, Timo Soini, hätten 6 % der Befragten gestimmt. Die Fehlerquote der Umfrage betrug 3,2 Prozentpunkte.
Nachdem Niinistö im Mai 2017 seine Kandidatur bekannt gab, führte Ilta-Sanomat erneut eine Meinungsumfrage durch. Der Umfrage nach, würde Niinistö auf 72 % der Stimmen kommen, Haavisto auf 12 %, Matti Vanhanen auf 3 %, Merja Kyllönen auf 2 %, Sampo Terho auf 1 %, Sari Essayah auf 1 % und Anna-Maja Henriksson auf 0 % der Stimmen. Außerdem gaben 5 % der Befragten an, dass sie noch nicht sagen könnten für wen sie stimmen werden. 2 % beabsichtigen für einen anderen Kandidaten zu stimmen und 1 % antwortete, dass sie nicht beabsichtigen zu Wahl zugehen. Die Fehlerquote der Umfrage betrug 2,5 Prozentpunkte. In einer Umfrage von Yle aus dem November 2017 erhielt Niinistö 80 Prozent der Stimmen und Haavisto 10 Prozent.

#### Umfragen für die Wahl vom 28. Januar
| Quelle         | Umfragezeitraum       |                    |                      |                        |                  |               |                       |                                  |                    |          |                |
| -------------- | --------------------- | ------------------ | -------------------- | ---------------------- | ---------------- | ------------- | --------------------- | -------------------------------- | ------------------ | -------- | -------------- |
| Quelle         | Umfragezeitraum       |                    |                      |                        |                  |               |                       |                                  |                    |          |                |
| Quelle         | Umfragezeitraum       | Niinistö parteilos | Haavisto Grüner Bund | Huhtasaari Basisfinnen | Vanhanen Zentrum | Haatainen SDP | Kyllönen Linksbündnis | Torvalds Schwedische Volkspartei | Väyrynen parteilos | Sonstige | Unentschlossen |
| Kantar TNS     | 22.–24.01.2018        | 58 %               | 13 %                 | 5 %                    | 4 %              | 5 %           | 5 %                   | 3 %                              | 7 %                | –        | –              |
| Taloustutkimus | 17.–23.01.2018        | 63 %               | 14 %                 | 6 %                    | 4 %              | 2 %           | 4 %                   | 2 %                              | 6 %                | –        | –              |
| Kantar TNS     | 08.–17.01.2018        | 68 %               | 11 %                 | 4 %                    | 3 %              | 2 %           | 3 %                   | 1 %                              | 8 %                | –        | –              |
| Tietoykkönen   | 09.–16.01.2018        | 58 %               | 14 %                 | 6 %                    | 5 %              | 4 %           | 4 %                   | 2 %                              | 7 %                | –        | –              |
| Taloustutkimus | 27.12.2017–03.01.2018 | 72 %               | 11 %                 | 5 %                    | 2 %              | 3 %           | 2 %                   | 1 %                              | 4 %                | –        | –              |
| Kantar TNS     | 04.–16.12.2017        | 70 %               | 11 %                 | 3 %                    | 2 %              | 2 %           | 2 %                   | –                                | 3 %                | –        | 6 %            |
| Tietoykkönen   | 23.11.–03.12.2017     | 64 %               | 12 %                 | 3 %                    | 3 %              | 2 %           | 3 %                   | 1 %                              | 2 %                | 1 %      | 8 %            |
| Taloustutkimus | 20.–28.11.2017        | 80 %               | 10 %                 | 4 %                    | 2 %              | 2 %           | 1 %                   | 1 %                              | –                  | 1 %      | –              |
| Kantar TNS     | 16.–27.10.2017        | 67 %               | 13 %                 | 3 %                    | 3 %              | 2 %           | 2 %                   | 1 %                              | –                  | 1 %      | 8 %            |
| Tietoykkönen   | 10.–11.10.2017        | 60 %               | 10 %                 | 4 %                    | 2 %              | 3 %           | 3 %                   | –                                | 1 %                | 2 %      | 14 %           |
| Taloustutkimus | 02.–10.10.2017        | 76 %               | 14 %                 | 3 %                    | 2 %              | 1 %           | 2 %                   | 1 %                              | –                  | 1 %      | –              |
| Kantar TNS     | 04.–14.09.2017        | 68 %               | 13 %                 | 3 %                    | 2 %              | 3 %           | 2 %                   | –                                | –                  | –        | 10 %           |
| Taloustutkimus | 22.–23.08.2017        | 60 %               | 12 %                 | 4 %                    | 3 %              | –             | 2 %                   | 1 %                              | 2 %                | 5 %      | 9 %            |
| Tietoykkönen   | 30.05.–01.06.2017     | 62 %               | 11 %                 | –                      | 1 %              | 1 %           | 2 %                   | 1 %                              | 1 %                | 9 %      | 12 %           |
| Taloustutkimus | Juni 2017             | 72 %               | 12 %                 | –                      | 3 %              | –             | 2 %                   | –                                | –                  | 5 %      | 5 %            |
| TNS            | April 2017            | 66 %               | 19 %                 | –                      | 4 %              | –             | 3 %                   | –                                | –                  | 8 %      | –              |

#### Umfragen für die mögliche Stichwahl am 11. Februar
| Quelle         | Umfragezeitraum       |                    |               |                |
| -------------- | --------------------- | ------------------ | ------------- | -------------- |
| Quelle         | Umfragezeitraum       |                    |               |                |
| Quelle         | Umfragezeitraum       | Niinistö parteilos | Haatainen SDP | Unentschlossen |
| Taloustutkimus | 17.–23.01.2018        | 89 %               | 11 %          | –              |
| Kantar TNS     | 08.–17.01.2018        | 80 %               | 8 %           | 12 %           |
| Tietoykkönen   | 09.–16.01.2018        | 85 %               | 15 %          | –              |
| Taloustutkimus | 27.12.2017–03.01.2018 | 92 %               | 8 %           | –              |
| Tietoykkönen   | 23.11.–03.12.2017     | 91 %               | 9 %           | –              |
| Taloustutkimus | 02.–10.10.2017        | 94 %               | 6 %           | –              |
| Kantar TNS     | 04.–14.09.2017        | 85 %               | 6 %           | 9 %            |

| Quelle         | Umfragezeitraum       |                    |               |                |
| -------------- | --------------------- | ------------------ | ------------- | -------------- |
| Quelle         | Umfragezeitraum       |                    |               |                |
| Quelle         | Umfragezeitraum       | Niinistö parteilos | Haavisto VIHR | Unentschlossen |
| Taloustutkimus | 17.–23.01.2018        | 80 %               | 20 %          | –              |
| Kantar TNS     | 08.–17.01.2018        | 73 %               | 14 %          | 13 %           |
| Tietoykkönen   | 09.–16.01.2018        | 75 %               | 25 %          | –              |
| Taloustutkimus | 27.12.2017–03.01.2018 | 82 %               | 18 %          | –              |
| Tietoykkönen   | 23.11.–03.12.2017     | 79 %               | 21 %          | –              |
| Taloustutkimus | 20.–28.11.2017        | 86 %               | 14 %          | –              |
| Taloustutkimus | 02.–10.10.2017        | 82 %               | 18 %          | –              |
| Kantar TNS     | 04.–14.09.2017        | 77 %               | 16 %          | 7 %            |
| Taloustutkimus | 22.–23.08.2017        | 70 %               | 22 %          | 8 %            |
| Taloustutkimus | Mai 2017              | 76 %               | 19 %          | 5 %            |

| Quelle         | Umfragezeitraum       |                    |               |                |
| -------------- | --------------------- | ------------------ | ------------- | -------------- |
| Quelle         | Umfragezeitraum       |                    |               |                |
| Quelle         | Umfragezeitraum       | Niinistö parteilos | Huhtasaari PS | Unentschlossen |
| Taloustutkimus | 17.–23.01.2018        | 90 %               | 10 %          | –              |
| Kantar TNS     | 08.–17.01.2018        | 83 %               | 6 %           | 11 %           |
| Tietoykkönen   | 09.–16.01.2018        | 90 %               | 10 %          | –              |
| Taloustutkimus | 27.12.2017–03.01.2018 | 93 %               | 7 %           | –              |
| Tietoykkönen   | 23.11.–03.12.2017     | 94 %               | 6 %           | –              |
| Taloustutkimus | 20.–28.11.2017        | 93 %               | 7 %           | –              |
| Taloustutkimus | 02.–10.10.2017        | 96 %               | 4 %           | –              |
| Kantar TNS     | 04.–14.09.2017        | 87 %               | 4 %           | 9 %            |
| Taloustutkimus | 22.–23.08.2017        | 87 %               | 7 %           | 6 %            |

| Quelle         | Umfragezeitraum       |                    |               |                |
| -------------- | --------------------- | ------------------ | ------------- | -------------- |
| Quelle         | Umfragezeitraum       |                    |               |                |
| Quelle         | Umfragezeitraum       | Niinistö parteilos | Kyllönen vas. | Unentschlossen |
| Taloustutkimus | 17.–23.01.2018        | 80 %               | 20 %          | –              |
| Tietoykkönen   | 09.–16.01.2018        | 89 %               | 11 %          | –              |
| Taloustutkimus | 27.12.2017–03.01.2018 | 93 %               | 7 %           | –              |
| Tietoykkönen   | 23.11.–03.12.2017     | 90 %               | 10 %          | –              |
| Taloustutkimus | 20.–28.11.2017        | 93 %               | 7 %           | –              |
| Taloustutkimus | 02.–10.10.2017        | 96 %               | 4 %           | –              |

| Quelle         | Umfragezeitraum       |                    |                  |                |
| -------------- | --------------------- | ------------------ | ---------------- | -------------- |
| Quelle         | Umfragezeitraum       |                    |                  |                |
| Quelle         | Umfragezeitraum       | Niinistö parteilos | Torvalds SFP/RKP | Unentschlossen |
| Taloustutkimus | 17.–23.01.2018        | 95 %               | 5 %              | –              |
| Tietoykkönen   | 09.–16.01.2018        | 91 %               | 9 %              | –              |
| Taloustutkimus | 27.12.2017–03.01.2018 | 97 %               | 3 %              | –              |
| Tietoykkönen   | 23.11.–03.12.2017     | 94 %               | 6 %              | –              |

| Quelle         | Umfragezeitraum       |                    |               |                |
| -------------- | --------------------- | ------------------ | ------------- | -------------- |
| Quelle         | Umfragezeitraum       |                    |               |                |
| Quelle         | Umfragezeitraum       | Niinistö parteilos | Vanhanen KESK | Unentschlossen |
| Taloustutkimus | 17.–23.01.2018        | 91 %               | 9 %           | –              |
| Tietoykkönen   | 09.–16.01.2018        | 89 %               | 11 %          | –              |
| Taloustutkimus | 27.12.2017–03.01.2018 | 95 %               | 5 %           | –              |
| Tietoykkönen   | 23.11.–03.12.2017     | 93 %               | 7 %           | –              |
| Taloustutkimus | 02.–10.10.2017        | 96 %               | 4 %           | –              |
| Kantar TNS     | 04.–14.09.2017        | 89 %               | 3 %           | 7 %            |

| Quelle         | Umfragezeitraum       |                    |                    |                |
| -------------- | --------------------- | ------------------ | ------------------ | -------------- |
| Quelle         | Umfragezeitraum       |                    |                    |                |
| Quelle         | Umfragezeitraum       | Niinistö parteilos | Väyrynen parteilos | Unentschlossen |
| Taloustutkimus | 17.–23.01.2018        | 89 %               | 11 %               | –              |
| Tietoykkönen   | 09.–16.01.2018        | 85 %               | 15 %               | –              |
| Taloustutkimus | 27.12.2017–03.01.2018 | 92 %               | 8 %                | –              |

### Prognosen
Im Dezember 2017 und im Januar 2018 veröffentlichte die Zeitung Iltalehti drei Prognose von Accuscore über das Ergebnis der ersten Runde der Präsidentschaftswahl.

#### Prognosen für die Wahl vom 28. Januar
| Quelle    | Veröffentlichung  |                    |                      |                        |                  |               |                       |                                  |                    |
| --------- | ----------------- | ------------------ | -------------------- | ---------------------- | ---------------- | ------------- | --------------------- | -------------------------------- | ------------------ |
| Quelle    | Veröffentlichung  |                    |                      |                        |                  |               |                       |                                  |                    |
| Quelle    | Veröffentlichung  | Niinistö parteilos | Haavisto Grüner Bund | Huhtasaari Basisfinnen | Vanhanen Zentrum | Haatainen SDP | Kyllönen Linksbündnis | Torvalds Schwedische Volkspartei | Väyrynen parteilos |
| Accuscore | 25. Januar 2018   | 51,1 %             | 13,6 %               | 7,9 %                  | 5,3 %            | 4,6 %         | 5,5 %                 | 2,5 %                            | 9,4 %              |
| Accuscore | 22. Januar 2018   | 49,2 %             | 13,6 %               | 7,8 %                  | 5,0 %            | 4,4 %         | 4,7 %                 | 2,1 %                            | 13,2 %             |
| Accuscore | 23. Dezember 2017 | 52,4 %             | 15,1 %               | 7,9 %                  | 6,3 %            | 4,1 %         | 4,6 %                 | 1,9 %                            | 7,7 %              |

## Ergebnisse
| Kandidaten               | Kandidaten        | Parteien                              | Stimmen   | %    |
| ------------------------ | ----------------- | ------------------------------------- | --------- | ---- |
|                          | Sauli Niinistö    | Parteilos (Nationale Sammlungspartei) | 1.875.342 | 62,6 |
|                          | Pekka Haavisto    | Grüner Bund                           | 371.254   | 12,4 |
|                          | Laura Huhtasaari  | Perussuomalaiset                      | 207.337   | 6,9  |
|                          | Paavo Väyrynen    | Parteilos                             | 185.305   | 6,2  |
|                          | Matti Vanhanen    | Finnische Zentrumspartei              | 122.383   | 4,1  |
|                          | Tuula Haatainen   | Sozialdemokratische Partei Finnlands  | 97.294    | 3,2  |
|                          | Merja Kyllönen    | Linksbündnis                          | 89.977    | 3,0  |
|                          | Nils Torvalds     | Schwedische Volkspartei               | 44.776    | 1,5  |
| Gesamt                   | Gesamt            | Gesamt                                | 2.993.668 | 100  |
|                          |                   |                                       |           |      |
| Ungültige Stimmen        | Ungültige Stimmen | Ungültige Stimmen                     | 9.042     | 0,3  |
| Wähler                   | Wähler            | Wähler                                | 3.002.710 | 66,8 |
| Wahlberechtigte          | Wahlberechtigte   | Wahlberechtigte                       | 4.498.004 |      |
|                          |                   |                                       |           |      |
| Quelle: Oikeusministeriö |                   |                                       |           |      |

### Ergebnisse nach Wahlkreisen
| Helsinki                       | 195.354 | 54,8 | 91.233 | 25,6 | 17.362 | 4,9  | 12.596 | 3,5  | 5.507  | 1,5 | 13.007 | 3,6 | 13.320 | 3,7 | 8.384  | 2,4  |
| Uusimaa                        | 350.342 | 66,5 | 68.972 | 13,1 | 34.279 | 6,5  | 22.593 | 4,3  | 12.029 | 2,3 | 16.663 | 3,2 | 11.467 | 2,2 | 10.798 | 2,0  |
| Varsinais-Suomi                | 175.708 | 65,4 | 33.335 | 12,4 | 18.275 | 6,8  | 12.761 | 4,8  | 7.583  | 2,8 | 8.689  | 3,2 | 8.048  | 3,0 | 4.074  | 1,5  |
| Satakunta                      | 80.334  | 64,4 | 9.187  | 7,4  | 12.615 | 10,1 | 7.596  | 6,1  | 4.970  | 4,0 | 5.380  | 4,3 | 4.292  | 3,4 | 428    | 0,3  |
| Åland                          | 7.879   | 61,1 | 2.184  | 16,9 | 99     | 0,8  | 157    | 1,2  | 81     | 0,6 | 418    | 3,2 | 82     | 0,6 | 2.000  | 15,5 |
| Häme                           | 136.379 | 66,5 | 20.406 | 10,0 | 16.385 | 8,0  | 11.929 | 5,8  | 6.277  | 3,1 | 7.559  | 3,7 | 5.148  | 2,5 | 988    | 0,5  |
| Pirkanmaa                      | 181.615 | 63,1 | 38.631 | 13,4 | 21.462 | 7,5  | 15.791 | 5,5  | 7.669  | 2,7 | 10.559 | 3,7 | 10.378 | 3,6 | 1.808  | 0,6  |
| Südostfinnland                 | 167.901 | 67,6 | 21.411 | 8,6  | 17.882 | 7,2  | 15.247 | 6,1  | 11.195 | 4,5 | 8.999  | 3,6 | 4.481  | 1,8 | 1.185  | 0,5  |
| Savo-Karelien                  | 139.811 | 63,8 | 20.621 | 9,4  | 15.088 | 6,9  | 15.971 | 7,3  | 13.163 | 6,0 | 7.293  | 3,3 | 6.400  | 2,9 | 870    | 0,4  |
| Vaasa                          | 152.289 | 62,8 | 15.246 | 6,3  | 18.887 | 7,8  | 17.481 | 7,2  | 16.404 | 6,8 | 6.113  | 2,5 | 4.023  | 1,7 | 12.088 | 5,0  |
| Mittelfinnland                 | 92.464  | 61,2 | 18.711 | 12,4 | 10.824 | 7,2  | 11.002 | 7,3  | 7.402  | 4,9 | 5.387  | 3,6 | 4.654  | 3,1 | 681    | 0,5  |
| Oulu                           | 140.970 | 56,5 | 22.755 | 9,1  | 17.732 | 7,1  | 26.135 | 10,5 | 23.569 | 9,4 | 4.844  | 1,9 | 12.578 | 5,0 | 1.002  | 0,4  |
| Lappland                       | 53.288  | 54,5 | 8.131  | 8,3  | 6.285  | 6,4  | 15.885 | 16,3 | 6.472  | 6,6 | 2.344  | 2,4 | 4.945  | 5,1 | 355    | 0,4  |
| Quelle: Ministerium für Justiz |         |      |        |      |        |      |        |      |        |     |        |     |        |     |        |      |

## Reaktionen
Bundespräsident Frank-Walter Steinmeier gratulierte Niinistö zur Wiederwahl und machte auf die lange Partnerschaft sowie das freundschaftliche Verhältnis von Deutschland und Finnland aufmerksam.
Der russische Präsident Wladimir Putin gratulierte Niinistö ebenfalls in einem Schreiben und dankte ihm für seine Bemühungen um das russisch-finnische Verhältnis. Putin wünschte Niinistö persönlich auch körperliche Gesundheit und viel Erfolg und Glück bei der Weiterführung seiner Aufgaben als Präsident von Finnland.
EU-Kommissionspräsident Jean-Claude Juncker gratulierte Niinistö über Twitter und freut sich auf die weitere Zusammenarbeit zwischen Finnland und der Europäischen Union.